# روبي (تكساس)
روبي، تكساس

روبي (بالإنجليزية: Roby)‏ هي مدينة أمريكية تقع في ولاية تكساس.تبلغ مساحة هذه المدينة 1.9 (كم²)،ويبلغ عدد سكانها 643 نسمة حسب إحصاء سنة 2010 م. تشير إحصاءات سنة 2000م بأن الكثافة السكانية في هذه المدينة تقدر بـ(338.4) نسمة/كم2.

## التاريخ
في عام 1885، نشأ نزاع بعد فترة وجيزة تنظيم مقاطعة فيشر، بين شركاء الأعمال من ولاية ميسيسيبي وبلدة تدعى فيشر. أراد كلاهما من أن تستضيف أراضيهما مقر المحكمة. وكان الشركاء هما إم إل روبي ودي سي روبي، وبلدة فيشر التي تدعى الآن نورث روبي.
في عام 1886، بدأ بناء قاعة المحكمة الجديدة، وتم افتتاح المدرسة ومكتب البريد. وكان التجمع يتكون من 13 منزلاً في ذاك الصيف. في عام 1890 قدر عدد السكان بنحو 300 شخصا، وكان فيها فندقاً، ومتجرين عامين، وكنائس معمدانية وميثودية، ومطعماً وصحيفة أسبوعية بعنوان فيشر كاونتي كول.